# Helige ärkeängeln Gabriels kyrka, Zagrađe
Helige ärkeängeln Gabriels kyrka (serbisk kyrilliska: Црква Светог архангела Гаврила; latinska: Crkva Svetog arhangela Gavrila) är en serbisk-ortodox kyrkobyggnad belägen i byn Zagrađe i staden Gornji Milanovac, i regionen Šumadija i centrala Serbien.
Kyrkan är helgad åt ärkeängeln Gabriel och tillhör Žičas stift.

## Historik
Enligt uppgifter byggdes det en tidigare kyrka i byn år 1867, men som revs på grund av dålig konstruktion.
Den nuvarande kyrkan byggdes 1966.

## Kyrkan
- Kyrkan är gjord av sten och tegel.

- Inne i kyrkan finns rester av ikonostasen som kommer från den gamla kyrkan, tillsammans med andra föremål från 1800-talet.